# Керамидас, Костас
Костас Керамидас (греч. Κώστας Κεραμιδάς; род. 1965, Афины) — греческий баскетбольный тренер.

## Биография
Родился 21 марта 1965 года в Афинах.
Он имеет степень бакалавра наук Университета Афин (факультет физического воспитания), магистра Илинойсского университета в Чикаго (психомоторное обучение) и доктора философии Иллинойсского университета в Урбане-Шампейне.
Автор статей, публикаций и книг о баскетболе. Был награждён шведской баскетбольной Федерацией Серебряной медалью за свою аналитическую работу.
В настоящее время — главный тренер мужского БК «Марусси» и женской национальной сборной Греции.

## Публикации
- Metaxas —  Keramidas: The Science of Basketball, Athens, Salto Press, 1989
- Metaxas —   Keramidas: Basketball Skills and Drills, Athens, Synthronos Press, 1998
- Metaxas —   Keramidas: Basketball Skills and Drills Vol. 2, Athens, Synthronos Press, 1999